# Ritratto di Maria Portinari
Il Ritratto di Maria Portinari è un dipinto a olio su tavola (44,1x34 cm) di Hans Memling, databile al 1470-1480 circa e conservato nel Metropolitan Museum a New York. Fa coppia con il Ritratto di Tommaso Portinari, suo marito.

## Storia
Tommaso Portinari, marito di Maria, nata Baroncelli, era uno dei banchieri più in vista della colonia fiorentina a Bruges, intimo di Carlo il Temerario e uomo di Casa Medici presso la filiale locale del Banco. In quegli anni fu committente di Hugo van der Goes (il celebre Trittico Portinari) e di Hans Memling, al quale fece dipingere forse la Passione di Torino e altre tavole perdute.

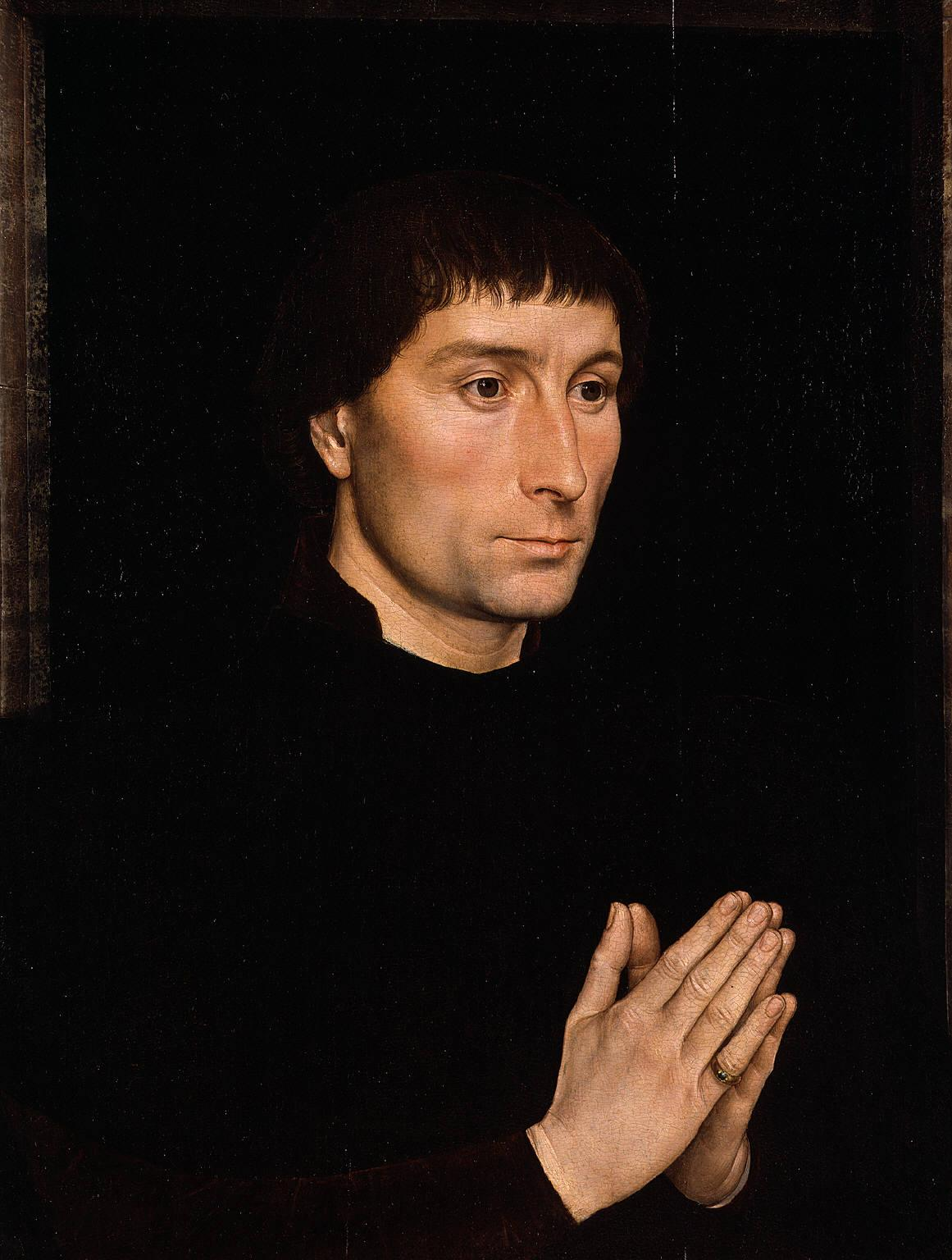
Ritratto di Tommaso Portinari

Il doppio ritratto venne spedito a Firenze in un momento imprecisato di quegli anni, e alla morte di Tommaso nel 1501 si trovava a Palazzo Portinari, dove venne inventariato come "una tavoletta dipinta preg[i]ata cum nel mezo una immagine di Nostra Donna e delle bande si è Tommaso e mona Maria sua donna dipinti in deta tavoletta": l'opera era quindi originariamente composta in trittico, con al centro una Madonna col Bambino non identificata.
Suo figlio Francesco, nel proprio testamento, donò l'opera all'Ospedale di Santa Maria Nuova (1544), patronato dalla sua famiglia. Nel documento si legge: "unum tabernaculettum que clauditur con tribus sportellis, in qua est depicta imago Gloriossime virginis Marie et patris et matris dicti testatoris". L'opera dovette restare nelle collezioni ospitaliere fino all'occupazione napoleonica, quando entrò in collezione privata e successivamente nelle raccolte del principe di San Donato Anatolio Demidoff. Venne venduto con attribuzione a Dieric Bouts nel 1870 per 6.000 franchi e dopo essere passato per collezioni private, fu riscoperto da Elia Volpi che lo acquistò sulla piazza romana verso il 1900, riportandolo brevemente a Firenze. Venne quindi venduto a Londra nel 1901, a Parigi, lo stesso anno, fino al 1910, e a New York, dove lo acquistò Benjamin Altman che nel 1913 ne fece dono al museo.

## Descrizione e stile
La donna è ritratta di tre quarti, girata a sinistra, a mezzobusto, su uno sfondo scuro. È in atteggiamento di preghiera, con i gomiti che appoggiano su un ipotetico parapetto che coincide più o meno con il bordo inferiore della cornice, come tipico nei ritratti dell'epoca. La foggia della veste è tipicamente fiamminga e testimonia l'adattarsi delle donne italiane alle mode locali. Indossa un lungo cappello a tronco di cono con un velo trasparente attaccato, che ricade sul viso con dei lembi che coprono completamente i capelli. La fronte è rasata per creare un'attaccatura altissima dei capelli, secondo una moda femminile che andava in voga un po' in tutta Europa. Al collo porta un vistoso girocollo sul quale sono incastonati perle, rubini e zaffiri, mentre un filo nero nasconde un pendente sotto il petto. L'abito è foderato di pelliccia, adatto al clima nordico, come si vede nell'ampia scollatura e sul bordino della manica. Il petto è fasciato di nero, mentre le maniche sono di color rosso scuro e una cintura bianca tiene stretta la vita. Alla mano porta un anello.
Il corpo è leggermente sottodimensionato rispetto alla testa, come era tipico dei ritratti dell'epoca, riscontrabile anche nelle opere di Rogier van der Weyden (come il Ritratto di giovane donna) o di Petrus Christus (Ritratto di fanciulla).
Nonostante l'abito nordico i lineamenti sono italiani, con gli occhi scuri, il naso robusto, la bocca carnosa, il mento appuntito.